# Мэйсон, Стив (канадский хоккеист)
Стив Мэ́йсон (англ. Steve Mason; 29 мая 1988, Оквилл, Онтарио, Канада) — канадский хоккеист, вратарь. Юниорскую карьеру провёл в «Гримсби Пич Кингз» из Юниорской хоккейной лиги районов Ниагары (NDJCHL), «Петролия Джетс» из Хоккейной лиги Западного Онтарио, а также «Лондон Найтс» и «Китченер Рейнджерс» — в командах, выступающих в Хоккейной лиге Онтарио (OHL). На драфте НХЛ 2006 года Мэйсон был выбран в 3-м раунде под общим 69-м номером клубом «Коламбус Блю Джекетс». За «Блю Джекетс» хоккеист выступал с 2008 по 2013 год, пока его не обменяли в «Филадельфию», где он играл до 2017.
Мэйсон в составе «Гримсби Пич Кингз» стал чемпионом NDJCHL 2005 года. Выступая за «Китченер Рейнджерс», в 2008 году выиграл Кубок Джей Росса Робертсона — главный трофей Хоккейной лиги Онтарио. По итогам сезона 2006/07 Стив был признан лучшим вратарём OHL. В 2007 году включался в первую сборную всех звёзд лиги, а в 2008 году — во вторую. После дебютного сезона в НХЛ вратарь стал обладателем «Колдер Трофи» — приза лучшему новичку сезона. Мэйсона также включили во вторую сборную всех звёзд НХЛ и сборную новичков. Стив входил в число претендентов на получение приза лучшему вратарю регулярного чемпионата — «Везина Трофи».
В составе молодёжной сборной Канады Мэйсон принял участие в двух международных турнирах: Суперсерии 2007 и чемпионате мира 2008 года, — на которых его команда стала победителем соревнований. На молодёжном мировом первенстве 2008 года помимо командного трофея Стив был признан самым ценным игроком и лучшим вратарём турнира, а также включён в сборную всех звёзд чемпионата. Мэйсон входил в расширенный состав национальной сборной Канады для участия в Олимпийских играх 2010 года.

## Ранние годы
Стив Мэйсон родился и вырос в Оквилле. С ранних лет он начал играть в хоккей на улице вместе с соседскими детьми, причём ещё с детства он хотел быть вратарём. Чтобы купить вратарскую экипировку маленький Стив помогал убирать снег и стричь газон. За свою работу он получал от родителей деньги, на которые и была впоследствии приобретена экипировка. Кумиром детства Мэйсона был знаменитый канадский голкипер Мартин Бродёр. В его честь Стив даже назвал свою собаку породы цвергшнауцер, которой дал кличку Броди, а комната Стива была окрашена в чёрно-красные цвета — клубные цвета «Нью-Джерси Девилз», где играл Бродёр. В 9 лет семья Мэйсона переехала в другой дом в Оквилле, расположенный на месте старых сельскохозяйственных угодий. Когда зимой устанавливалась морозная погода, Стив занимался хоккеем на покрытых льдом местных прудах, играя вместе с приезжающими к нему друзьями. Позднее он стал играть за местную команду «Рейнджерс», выступающую в Младшей хоккейной ассоциации Онтарио. По окончании сезона 2003/04 команда Стива получила право принять участие в Кубке Хоккейной лиги Онтарио (OHL) — турнире, призванном обеспечить дополнительный поиск талантливых юных хоккеистов в небольших районах провинции Онтарио.

## Юниорская карьера
В 2004 году вратарь был выбран на драфте OHL клубом «Лондон Найтс» под общим 201-м номером. Перед началом сезона 2004/05 Мэйсон не сумел закрепиться в составе «Найтс», начав играть в классе C, в команде «Гримсби Пич Кингз». Выступая за «Пич Кингз», Стив в 2005 году стал чемпионом Юниорской хоккейной лиги районов Ниагары (NDJCHL). Следующий сезон Мэйсон начинал уже в команде Хоккейной лиги Западного Онтарио (WOHL) «Петролия Джетс». Мэйсон показывал хороший уровень игры и по ходу сезона вызывался на матчи «Лондона». Несмотря на относительно недолгое время, проведённое в OHL, игра вратаря была отмечена скаутами Национальной хоккейной лиги (НХЛ), которые выделяли его атлетизм и уверенные действия в воротах. На драфте НХЛ 2006 года Мэйсон был выбран «Коламбус Блю Джекетс» в третьем раунде под общим 69-м номером.
В сезоне 2006/07 Стив стал основным вратарём «Найтс». Он провёл в регулярном чемпионате 62 матча, в которых одержал 45 побед, что стало новым рекордом OHL. В составе команды Мэйсон также провёл весь розыгрыш плей-офф, где «Лондон» не смог в финале конференции победить «Плимут Уэйлерз». По итогам сезона Стива признали лучшим вратарём лиги, а также включили в первую сборную всех звёзд OHL. В мае 2007 года Мэйсон подписал трёхлетний контракт начального уровня с «Коламбусом».
В начале сезона 2007/08 Стив получил вызов в «Блю Джекетс», но вернулся в «Лондон» после двух стартовых матчей «Коламбуса», в которых так и не принял участия. Первую половину регулярного чемпионата 2007/08 в OHL вратарь провёл в «Найтс», вторую — в «Китченер Рейнджерс», где оказался после обмена, состоявшегося 4 января 2008 года. В январе Мэйсон вновь был вызван в «Коламбус», но дебютировать в НХЛ так и не смог. В составе «Китченера» Стив одержал 13 побед в 16 матчах регулярного чемпионата. Ближе к концу сезона Мэйсон получил травму колена, но, несмотря на повреждение, продолжил играть. Одержав 5 побед в 5 матчах, он был вынужден после первого раунда плей-офф 2008 провести операцию на колене. Длительное восстановление после травмы не позволило игроку провести больше ни одного матча в сезоне. «Китченер» и без своего основного вратаря сумел выиграть Кубок Джей Росса Робертсона — главный трофей OHL. Команда также была близка к победе в Мемориальном кубке, но уступила в финале «Спокан Чифс» из Западной хоккейной лиги (WHL). Мэйсон по итогам сезона был включён во вторую сборную всех звёзд OHL.

## Карьера в НХЛ

### Первые годы. Обладатель «Колдер Трофи»
В сентябре 2008 года Мэйсону была проведена ещё одна операция на коленном суставе, из-за которой он в течение месяца не мог выходить на лёд. После завершения восстановительного периода Стива отправили в фарм-клуб «Коламбуса» в Американской хоккейной лиге (АХЛ) — «Сиракьюз Кранч», чтобы он смог набрать оптимальную игровую форму. Проведя три матча в АХЛ, хоккеист был вызван обратно в «Коламбус», где заменил основного вратаря Паскаля Леклера, получившего травму. 5 ноября, в матче против «Эдмонтон Ойлерз», Стив дебютировал в НХЛ, а 22 ноября, в игре против «Атланта Трэшерз», провёл свой первый «сухой матч» в этой лиге, отразив все 15 бросков по своим воротам. Неплохо проявив себя в первых играх, Мэйсон и после возвращения Леклера стал регулярно выходить на лёд с первых минут матчей в составе своей команды и в итоге занял место основного вратаря «Коламбуса». Одним из самых успешных отрезков в сезоне для Стива стали ноябрь и декабрь 2008 года — по итогам этих месяцев он был признан лучшим новичком в лиге. В январе Мэйсон получил приглашение участвовать в Матче молодых звёзд, однако вратарь отказался выступать на мероприятии. Причиной этому был мононуклеоз, из-за которого Стив уже в феврале пропустил несколько матчей. После перерыва в регулярном чемпионате 2008/09 Мэйсон продолжил показывать хорошую игру и в итоге провёл наибольшее количество матчей «на ноль» в сезоне среди всех вратарей в лиге — 10. Стабильное выступление Стива помогло его клубу впервые в истории выйти в плей-офф, где «Блю Джекетс» дальше первого раунда пройти не смогли. Несмотря на неудачное выступление «синих мундиров» в плей-офф, игра Мэйсона была удостоена большого количества положительных отзывов, а сам хоккеист по итогам сезона получил «Колдер Трофи» и был включён в две символические сборные лиги: сборную молодых звёзд и вторую сборную всех звёзд. Стива также номинировали на «Везина Трофи», но награду по итогам решающего голосования получил Тим Томас.
В своём втором сезоне в НХЛ Мэйсон демонстрировал нестабильную игру. В начале сезона вратарь проводил в основном неудачные матчи. 21 октября в игре против «Калгари Флэймз» Стив пропустил 6 шайб, отразив только 16 бросков из 22. Первый шатаут Мэйсона в этом сезоне состоялся только 10 декабря в матче против «Флорида Пантерз». 24 января 2010 года Стив пропустил шайбу после несложного броска Эрика Беланже, который нападающий совершил от синей линии. Появились разговоры о наступившем в игре вратаря спаде, однако Мэйс отрицал кризис. Североамериканское издание Sporting News поместило Стива Мэйсона в десятку разочарований первой половины сезона. Не помогла вернуть прошлогоднюю игру вратарю и смена главного тренера в «Коламбусе», хотя он и внёс существенный вклад в первую победу нового наставника Клода Ноэля. Мэйсон завершил сезон с низкими относительно дебютного года в НХЛ показателями: среднее количество пропускаемых шайб превысило три за матч, а процент отражённых бросков снизился до 90,1 %. Несмотря на невысокие показатели, «Блю Джекетс» продлили контракт со своим основным вратарём на два года. Согласно финансовым условиям соглашения Мэйсон за два года должен был получить 5,8 млн долларов.
Сезон 2010/11 складывался для Мэйсона так же, как и предыдущий: хорошо проведённые матчи чередовались с провальными. Особенно неудачный отрезок для Стива пришёлся на декабрь, когда он пропустил 8 шайб за 44 минуты, проведённые на льду. Появилось мнение, что Мэйсон может повторить вратарскую судьбу Джима Кэри, который в начале карьеры выиграл личные трофеи, но уже спустя несколько лет покинул лигу из-за неудовлетворительной игры. По ходу сезона тренерский штаб начал давать больше игрового времени сменщику Стива Мэтью Гарону. Гарон в свою очередь тоже не показывал стабильную игру и не мог в полной мере заменить Мэйсона. 8 января в матче против «Анахайма» Мэйсон получил травму и выбыл из строя на неделю. После завершения восстановительного периода Стив продолжил демонстрировать как хорошие, так и неудачные серии матчей. По окончании сезона «Блю Джекетс» не сумели выйти в плей-офф. Генеральный менеджер клуба Скотт Хаусон критично отзывался о вратарской линии команды. Появились разговоры о том, что Мэйсона могут обменять в другой клуб лиги в межсезонье. В итоге был уволен тренер вратарей Дэйв Рук, а на его место был приглашён Ян Кларк, который должен был вернуть качественную игру Мэйсону.

### Длительный спад в игре. Обмен в «Флайерз»
Перед началом следующего сезона руководство «синих мундиров» выразило доверие Мэйсону, отказавшись от переговоров с «Филадельфией» о переходе Ильи Брызгалова. В качестве запасного вратаря на смену Гарону в «Коламбус» был приглашён Марк Деканич, проведший хороший сезон в АХЛ, но несмотря на это перед началом нового сезона главной проблемной позицией в «Блю Джекетс» считалась именно вратарская линия. Мэйсон старался вернуться на тот уровень, который он показывал в качестве новичка лиги, для чего с большей самоотдачей и усердием стал заниматься на тренировках, но показать прежнюю уверенную игру ему так и не удалось. Сезон 2011/12 стал одним из худших для игрока в НХЛ. Мэйсон часто пропускал матчи из-за травм, процент отражённых им бросков впервые опустился ниже 90 %. 1 февраля 2012 года Мэйс провёл 200-й матч в НХЛ, который завершился поражением от «Сан-Хосе Шаркс» со счётом 0:6. Свой первый и единственный шатаут в сезоне Стив сделал только 2 марта, в матче против «Колорадо Эвеланш»; к тому времени на счету вратаря было только 9 побед в 35 проведённых играх. По итогам сезона издание Hockey News включило Мэйсона в десятку главных разочарований сезона, поместив его на седьмое место.
Срок действия соглашения с «Коламбусом» у Стива истекал только после окончания сезона 2012/13, однако ещё летом 2012 года клуб планировал либо обменять Мэйсона, либо выкупить его контракт. Только переход Кёртиса Сэнфорда (партнёра по вратарской линии) в другую команду позволил Стиву рассчитывать на продолжение карьеры в «Блю Джекетс». «Коламбус» начал поиск нового вратаря на замену Сэнфорда, и в итоге руководство «синих мундиров» остановило свой выбор на Сергее Бобровском. По мнению генерального менеджера команды, Бобровский и Мэйсон должны были бороться за статус первого вратаря в клубе, но Стив не смог выдержать конкуренцию с Сергеем. Россиянин демонстрировал более стабильную и качественную игру, что позволило ему провести в стартовом составе большее количество матчей, чем Стив. Мэйсона же 3 апреля 2013 года «Коламбус» обменял в «Филадельфия Флайерз» на Майкла Лейтона и выбор в третьем раунде драфта 2015 года. По словам Стива, перед обменом он задумывался об окончании карьеры, так как хоккей перестал приносить ему удовольствие и стал унылой работой. 8 апреля 2013 года Мэйсон подписал однолетний контракт с «Филадельфией» общей стоимостью 1,5 млн долларов. По словам агента хоккеиста, Стив в «Филадельфии» не намеревался сидеть в запасе, а собирался бороться с Ильёй Брызгаловым за статус первого вратаря команды. После перехода в «Флайерз» Мэйсон провёл за новый клуб всего семь матчей, однако в них он продемонстрировал хорошую игру и в итоге фактически вытеснил из основы Илью, который имел проблемы со стабильностью в течение всего укороченного из-за локаута сезона. Не сумев выдержать конкуренции с канадцем, Брызгалов поставил вопрос о своём дальнейшем пребывании в клубе, из-за чего начали распространяться слухи о выкупе его 9-летнего контракта.

### Основной вратарь «Филадельфии»
В межсезонье «Филадельфия» выкупила контракт Брызгалова, что позволило Мэйсону рассчитывать на получение статуса основного вратаря команды. Стив проделал большой объём работы в межсезонье и получил право начинать матчи предстоящего регулярного чемпионата в стартовом составе. Несмотря на все усилия Мэйсона, начало сезона для «лётчиков» сложилось неудачно. Руководство «Флайерз» стремилось улучшить результат команды и готово было обменять любого игрока, однако переход Мэйсона в другой клуб был исключён. К Новому году стабильная игра Стива позволила «Филадельфии» поправить турнирное положение. 18 января 2014 года «Флайерз» продлили контракт с вратарём на три года с улучшением финансовых условий: среднегодовая зарплата игрока выросла до 4,1 млн долларов. После подписания с клубом нового соглашения Стив продолжил демонстрировать высокий уровень игры, сумев помочь команде попасть в плей-офф. Однако принять участие в стартовых матчах розыгрыша Кубка Стэнли вратарю помешало сотрясение мозга, полученное в предпоследнем матче регулярного чемпионата против «Питтсбурга». Стив восстановился только к третьему матчу серии с «Нью-Йорк Рейнджерс», но это не помогло его команде выйти в следующую стадию. Несмотря на проигрыш в первом раунде, Мэйсон был доволен сезоном, особенно тем, что команда сумела выйти в плей-офф после крайне неудачного старта в регулярном чемпионате.
Начало следующего сезона для вратаря сложилось неудачно: в первых шести стартовых матчах Стив не одержал ни одной победы, отразив при этом менее 90 % бросков. Одной из причин неудач Стив называл новую систему освещения на «Веллс-Фарго-центр», из-за которой он затруднялся отслеживать шайбу по ходу игры. Тренерский штаб временно отправил Мэйсона в запас, по возвращении откуда вратарь сразу начал демонстрировать хорошую игру. К декабрю Стив окончательно обрёл стабильность, но в это же время у него начались проблемы со здоровьем: сначала он повредил спину, потом травмировал правое колено. Восстановившись, игрок провёл только пять матчей, а затем вновь оказался в списке травмированных, снова повредив колено, что потребовало проведения артроскопической операции с удалением мениска. Восстановительный период после хирургического вмешательства продолжался три недели, и только 27 февраля Стива включили в заявку на матч с «Торонто Мейпл Лифс» в качестве резервного вратаря. Во втором периоде встречи Стив вышел на замену начавшего матч в стартовом составе Роберта Зеппа, что вызвало конфликт между главным тренером «лётчиков» Крейгом Беруби и тренером вратарей Джеффом Ризом, так как перед игрой была договорённость — Мэйсон выйдет на лёд только в случае серьёзной травмы Зеппа. Данное разногласие стало одной из причин, по которой Риз покинул свой пост, занимаемый им в течение шести предыдущих лет. Для Стива Джефф был одной из ключевых фигур в клубе — по словам Мэйсона именно благодаря Ризу вратарь сумел вернуть себе уверенность и прежнюю хорошую игру, — поэтому он лично попрощался с тренером. Полностью восстановившись после повреждения, Стив продолжил показывать высокий уровень мастерства, но это не помогло «Филадельфии» попасть в плей-офф. Команда задолго до окончания регулярного чемпионата потеряла шансы на попадание в финальную восьмёрку, но продолжала бороться за победу в каждой игре. В одном из матчей, против «Питтсбурга», Мэйсону после броска Крэйга Адамса удалось совершить эффектный сэйв, впоследствии признанный «лучшим моментом года» в НХЛ.

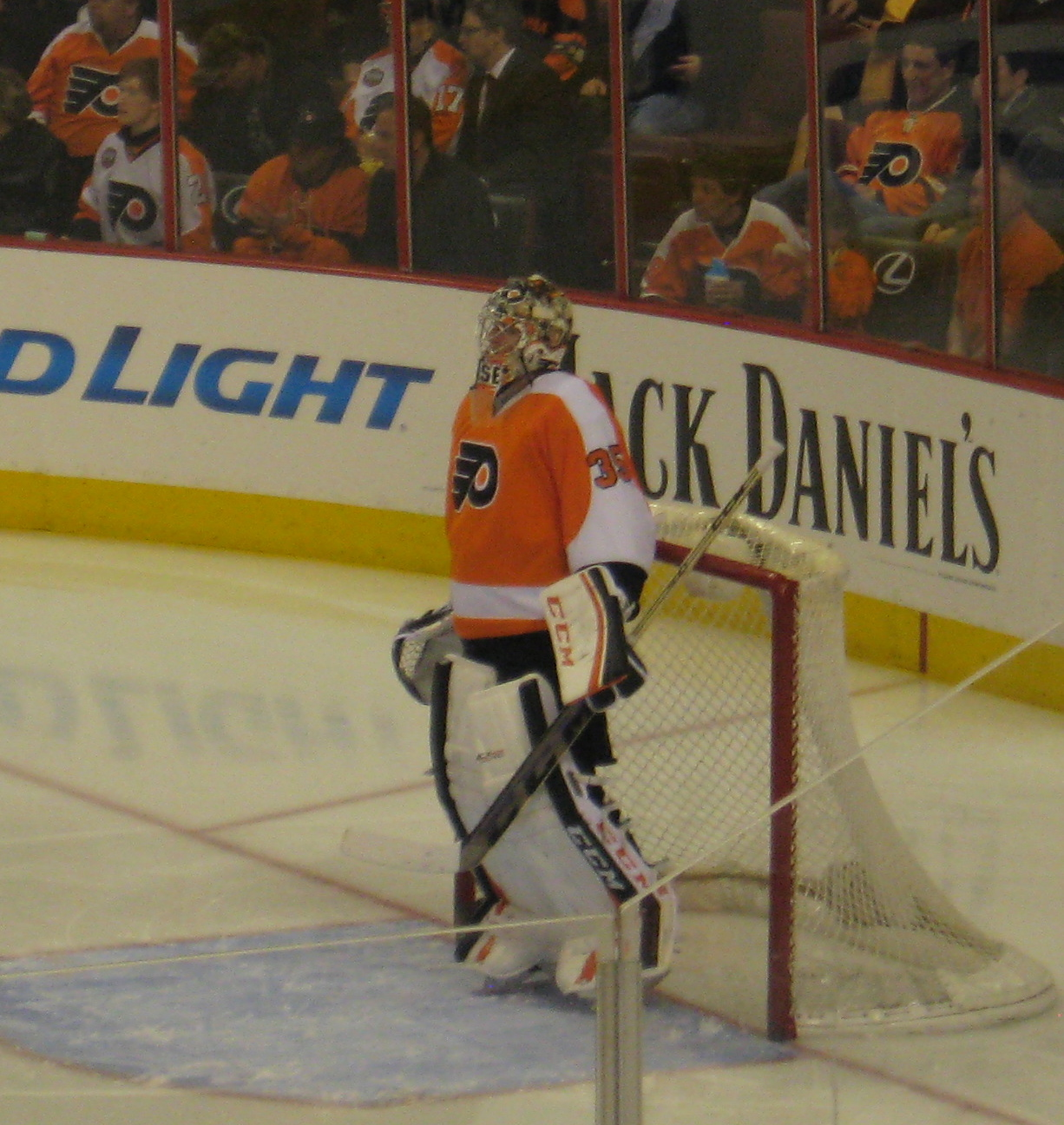
Стив Мэйсон в составе «Филадельфия Флайерз»

Перед началом сезона 2015/2016 «Фильдельфия Флайерз» сменили главного тренера. Крейга Беруби сменил Дэйв Хэкстол. Бэкапом Стива Мэйсона стал Михал Нойвирт. Первый матч в сезоне Стив Мэйсон сыграл 8 октября 2015 года против «Тампа-Бэй Лайтнинг», отразил в нём 29 из 32 бросков, но команда всё же проиграла в овертайме. В следующем матче за 8 бросков вратарь пропустил 4 шайбы и был заменён уже на шестой минуте матча. 2015-й год завершился матчем с «Сан-Хосе Шаркс», в котором «Флайерз» проиграли, пропустив 3 безответные шайбы в конце третьего периода. С 21 января 2016 года Стив Мэйсон находился в резерве из-за травмы нижней части дела. Восстановление продлилось до начала февраля — 2 февраля вышел основным вратарём на матч с «Монреаль Канадиенс». В дальнейшем он часто выходил на лёд в роли основного вратаря, но эту тенденцию прервала очередная травма, полученная 20 февраля в матче с «Торонто Мейпл Лифс». Вернулся на лёд 5 марта и сыграл против «Коламбус Блю Джекетс». Этот матч завершился «сухарём», который стал для него четвёртым в сезоне. По итогам регулярного чемпионата команде удалось войти в зону уайлд-кард с отрывом в 3 очка от «Бостон Брюинз» и выйти в плей-офф Кубка Стэнли 2016 года. В плей-офф команда вылетела в первом раунде, проиграв в шести матчах столичному клубу «Вашингтон Кэпиталз».
Роль основного вратаря осталась у Стива Мэйсона и в сезоне 2016/17, бэкапом вновь стал Михал Нойвирт. Первый матч в сезоне сыграл 15 октября 2016 года против «Аризона Койотис» и проиграл в овертайме. В матче с «Сан-Хосе Шаркс» 30 декабря покинул лёд после первого периода с подозрением на травму, но 1 января вышел на матч с «Анахайм Дакс» в роли основного вратаря. Первый в сезоне шатаут сделал 25 января 2017 года в матче с «Нью-Йорк Рейнджерс», отразив 34 броска. С 9 по 21 февраля находился в роли бэкапа, основным вратарём выходил Михал Нойвирт. В первом же матче после возвращения «засушил» игру с «Колорадо Эвеланш». Всего в сезоне сыграл 56 матчей, 26 из которых завершились победой. Однако пройти в плей-офф команде не удалось.

### Завершение карьеры
По окончании сезона «Филадельфия Флайерз» решили не подписывать новый контракт со Стивом Мэйсоном, что сделало его неограниченно свободным агентом. На этих правах в июле 2017 года вратарь подписал двухлетний контракт с «Виннипег Джетс» на общую сумму $8,2 млн. Он должен был разделить количество сыгранных матчей с более молодым вратарём «Джетс» — Коннором Хеллебайком. В этом не сомневались и в пресс-службе НХЛ. Однако успешному тандему вратарей помешали травмы Стива Мэйсона, полученные по ходу сезона 2017/18. Первую травму получил в матче с «Сан-Хосе Шаркс» 26 ноября 2017 года после броска Янника Хансена, к тому моменту в активе вратаря было 6 матчей в стартовом составе, из которых 3 завершились победой. Позже стало известно, что Стив Мэйсон получил сотрясение мозга и был переведён в список травмированных игроков. В состав вернулся к середине декабря, но через месяц вновь получил сотрясение мозга во время утренней раскатки. Оправился от травмы к началу марта — 3 марта сыграл за фарм-клуб из АХЛ «Манитоба Мус». В состав «Джетс» вернулся 6 марта и сыграл в матче «Нью-Йорк Рейнджерс». В плей-офф Кубка Стэнли 2018 года «Виннипег Джетс» дошли до полуфинала, но уступили «Вегас Голден Найтс». Ни в одном матче плей-офф Стив Мэйсон не выходил основным вратарём. Сезон 2017/18 завершился для вратаря неудачно — он не стал первым номером команды и пропустил половину сезона из-за травм. Это заставило задуматься о завершении карьеры.
В июле 2018 года Стив Мэйсон был обменян в «Монреаль Канадиенс» вместе с Йоэль Армиа на защитника Саймона Бурка. Позже его контракт был выкуплен, но найти новый клуб ему не удалось и вратарь завершил карьеру.
В января 2025 года были представлены две символические команды игроков хоккейного клуба «Коламбус Блю Джекетс» за первую четверть 21 века. В нее вошли бывшие игроки «Блю Джекетс». Вратарём второй символической команды стал Стив Мэйсон, занимающий второе место по победам и шатаутам среди всех вратарей клуба.

## Международная карьера
Мэйсон дебютировал на международном турнире в составе молодёжной сборной Канады на Суперсерии-2007, в которой канадцы одержали победу. Вратарь принял участие в трёх матчах из восьми, по итогам которых имел коэффициент надёжности 2,40 при проценте отражённых бросков 93,8 %. Чуть позже Стива включили в состав канадской сборной для участия в молодёжном чемпионате мира 2008 года. Этот турнир стал для Мэйсона очень успешным. Сборная Канады выиграла золотые медали, а Стив одержал победы во всех пяти проведённых на льду матчах. Он стал лучшим по показателю полезности (1,19) и проценту отражённых бросков (95,1 %), был признан самым ценным игроком и лучшим вратарём турнира, а также включён в сборную всех звёзд чемпионата.
После удачного дебютного сезона в НХЛ Мэйсон был приглашён на сбор национальной сборной Канады для подготовки к Олимпийским играм 2010 года. В итоговый список участников от Канады Стив не попал, но был заявлен в качестве запасного игрока на случай травмы одного из двух основных вратарей. В 2015 году Мэйсон рассматривался в качестве кандидата для выступления на чемпионате мира, но отказался от участия, чтобы не подвергать риску повреждённое колено.

## Стиль игры
Мэйсон — габаритный вратарь, который умеет правильно выбирать позицию и обладает хорошей реакцией. Стив характеризуется как зрелый, уверенный и уравновешенный вратарь, способный в ключевые моменты матчей выручить команду. Мэйсон имеет неплохую физическую подготовку, обладает высокой подвижностью и хорошо владеет клюшкой. К слабым сторонам Мэйсона относятся: недостаточная концентрация, а также нестабильность голкипера после неудачно пропущенной шайбы или проведённого матча в целом, что может привести к длительному спаду в его игре.
После перехода из «Коламбуса» в «Филадельфию» техника Мэйсона существенно изменилась. Работа с тренером вратарей «Флаерз» Джеффом Ризом была направлена на упрощение его игры. Он предложил Стиву играть у штанги при выполнении вбрасываний и находиться как можно ближе к линии ворот при скоростных атаках соперника. Благодаря нововведениям Мэйсон стал лучше перемещаться от штанги к штанге, а также эффективнее использовать преимущества в габаритах. По словам Стива, Риз придал его игре уверенности и научил доверять своей интуиции.

## Вне льда
Родители Стива живут в Оквилле. Отец хоккеиста, Билл, работает коммерческим агентом по недвижимости. В возрасте 50 лет он серьёзно заболел пневмонией, из-за которой чуть не умер от сгустков крови в лёгких. Мать игрока, Донна, работает в бухгалтерии местной автомобильной компании. По словам Стива, после неудачных матчей он звонит родителям, которые выслушивают его и дают советы, тем самым обеспечивая ему психологическую разгрузку. У вратаря есть сестра, Мелани, которая старше Стива на год. В родном Оквилле и его окрестностях живёт много родственников хоккеиста — только по материнской линии их 26 человек.
C 2010 года Мэйсон каждым летом для поддержания формы и получения практики владения клюшкой играет в хоккей с мячом (англ. Ball hockey) — разновидность хоккея, где вместо шайбы в качестве спортивного снаряда используется мяч, а игры проводятся на твёрдой поверхности, которую не заливают льдом. Стив с друзьями выступает за команду «Оквилл Ред Уингз» из Players Ball Hockey League, при этом Мэйсон проводит матчи в качестве полевого игрока и показывает высокую результативность. В начале выступлений за «Ред Уингз» Стив отличался нестандартным празднованием своих голов, из-за чего неоднократно получал удаления за неспортивное поведение.
Мэйсон — поклонник зомби-тематики. Данное увлечение находит отражение в соответствующих раскрасках хоккейной маски вратаря. Впервые изображения нежити на его маске появились перед началом сезона 2013/14. Тогда в виде зомби были изображены исторические лица Филадельфии и США: Бенджамин Франклин, Джордж Вашингтон и Бетси Росс. В следующий раз Мэйсон представил зомби-маску в январе 2014 года, когда вратарь продлил контракт с «Флайерз». По этому случаю на новом шлеме были изображены партнёры Стива по клубу — Никлас Гроссманн, Якуб Ворачек, Уэйн Симмондс, Люк Шенн и Мэтт Рид. Перед следующим сезоном на шлеме Мэйсона появились известные мафиози XX века — Аль Капоне и Фрэнк Нитти. Кроме того, на маске была изображена собака Стива, бульдог по кличке Джордж. Перед сезоном 2014/15 Стив представил уже четвёртый шлем с нарисованными зомби. На этот раз на маске присутствовали как партнёры по команде (Клод Жиру, Якуб Ворачек, Уэйн Симмондс, Люк и Брэйден Шенн, и Майкл Дель Зотто), так и легенды клуба (Бобби Кларк, Берни Парент, Дэйв Шульц и Рон Хекстолл). Художником всех масок вратаря с изображением зомби является Фрэнни Драммонд, работающий в студии Paint Zoo.

## Статистика

### Международные соревнования
По данным: NHL.com, Legends of Hockey.net и TSN.ca

## Достижения

### Командные
| Год           | Команда            | Достижение                             | Достижение |
| ------------- | ------------------ | -------------------------------------- | ---------- |
| Клубные       |                    |                                        |            |
| 2005          | Гримсби Пич Кингз  | Чемпион NDJCHL                         | [ 7 ]      |
| 2008          | Китченер Рейнджерс | Обладатель Кубка Джей Росса Робертсона | [ 5 ]      |
| Международные |                    |                                        |            |
| 2007          | Канада (мол.)      | Победитель Суперсерии                  | [ 121 ]    |
| 2008          | Канада (мол.)      | Победитель молодёжного чемпионата мира | [ 5 ]      |

### Личные
| Год           | Команда              | Достижение                                                    | Достижение |
| ------------- | -------------------- | ------------------------------------------------------------- | ---------- |
| Клубные       |                      |                                                               |            |
| 2007          | Лондон Найтс         | Попадание в первую Сборную всех звёзд OHL                     | [ 5 ]      |
| 2007          | Лондон Найтс         | Лучший вратарь года OHL                                       | [ 5 ]      |
| 2008          | Китченер Рейнджерс   | Попадание во вторую Сборную всех звёзд OHL                    | [ 5 ]      |
| 2009          | Коламбус Блю Джекетс | Попадание в Сборную молодых звёзд НХЛ                         | [ 5 ]      |
| 2009          | Коламбус Блю Джекетс | Попадание во вторую Сборную всех звёзд НХЛ                    | [ 5 ]      |
| 2009          | Коламбус Блю Джекетс | Обладатель «Колдер Трофи»                                     | [ 5 ]      |
| Международные |                      |                                                               |            |
| 2008          | Канада (мол.)        | Лучший процент отражённых бросков молодёжного чемпионата мира | [ 5 ]      |
| 2008          | Канада (мол.)        | Лучший коэффициент надёжности молодёжного чемпионата мира     | [ 5 ]      |
| 2008          | Канада (мол.)        | Лучший вратарь молодёжного чемпионата мира                    | [ 5 ]      |
| 2008          | Канада (мол.)        | Попадание в Сборную всех звёзд молодёжного чемпионата мира    | [ 5 ]      |
| 2008          | Канада (мол.)        | MVP молодёжного чемпионата мира                               | [ 5 ]      |

### Комментарии
1. ↑  «Синие мундиры» является прозвищем «Коламбус Блю Джекетс».
2. ↑  «Шатаут» является распространённым в хоккее названием «сухого матча».
3. ↑  «Лётчики» является прозвищем «Филадельфия Флайерз».